# Ateloglossa wickhami
Ateloglossa wickhami là một loài ruồi trong họ Tachinidae.